# 小行星5502
小行星5502（5502 Brashear）是一颗绕太阳运转的小行星，为主小行星带小行星。该小行星于1984年3月1日发现，以美國天文學家約翰‧布萊許爾（John Brashear）命名。

## 轨道参数
小行星5502的轨道半长轴为2.6719632 UA，离心率为0.129。